# Warcraft
Warcraft är en mediafranchise innehållande en serie datorspel, flera romaner och andra medier. Spelserien är utvecklad av Blizzard Entertainment och startade med spelet Warcraft: Orcs & Humans 1994. Serien har haft stor betydelse för etablerandet av realtidsstrategigenren, tillsammans med bland annat Dune 2 och Command & Conquer-serien.

## Media i Warcraft-universumet

### Datorspel
Warcraft-serien består av följande datorspelstitlar:
- Warcraft: Orcs & Humans (1994)
- Warcraft II: Tides of Darkness (1995)
  - Warcraft II: Beyond the Dark Portal (1996) - expansionspaket till Warcraft II: Tides of Darkness
  - Warcraft II: Battle.net Edition (1999) - utgåva bestående av Tides of Darkness samt Beyond the Dark Portal som dessutom ger stöd för Battle.net
- Warcraft Adventures: Lord of the Clans - var ett "peka och klicka"-rollspel som utvecklades av Blizzard Entertainment, men det höll ej tillräckligt god kvalitet för att släppas. Storyn släpptes dock senare i bokform.
- Warcraft III: Reign of Chaos (2002)
  - Warcraft III: The Frozen Throne (2003) - expansionspaket till Warcraft III: Reign of Chaos
- World of Warcraft (2004)
  - World of Warcraft: The Burning Crusade (2007) - expansionspaket till World of Warcraft
  - World of Warcraft: Wrath of the Lich King (2008) - ytterligare expansionspaket som behöver World of Warcraft: The Burning Crusade för att kunna spelas
  - World of Warcraft: Cataclysm (2010) - tredje expansionspaket
  - World of Warcraft: Mists of Pandaria (2012) - fjärde expansionspaket
  - World of Warcraft: Warlords of Draenor (2014) - femte expansionspaketet
  - World of Warcraft: Legion (2016) - sjätte expansionspaketet
  - World of Warcraft: Battle for Azeroth (2018) - sjunde expansionspaketet
  - World of Warcraft: Shadowlands (2020) - åttonde expansionspaketet
  - World of Warcraft: Dragonflight (2022) - nionde expansionspaketet
  - World of Warcraft: The War Within (2024) - tionde expansionspaketet

### Film
I maj 2006 fick produktionsbolaget Legendary Pictures filmrättigheterna för att anpassa Warcraft till biodukarna tillsammans med spelskaparen Blizzard Entertainment. Blizzard övervägde att anställa en manusförfattare redan innan dess att man började samarbeta med Legendary Pictures. Företagen har skapat en film som inte följer endast ett specifikt spels handling inom Warcraft. Enligt Blizzards projektledare Paul Sams låg filmens budget på över 100 miljoner dollar.
Filmen Warcraft: The Beginning hade premiär 27 maj 2016.